# Korseberg

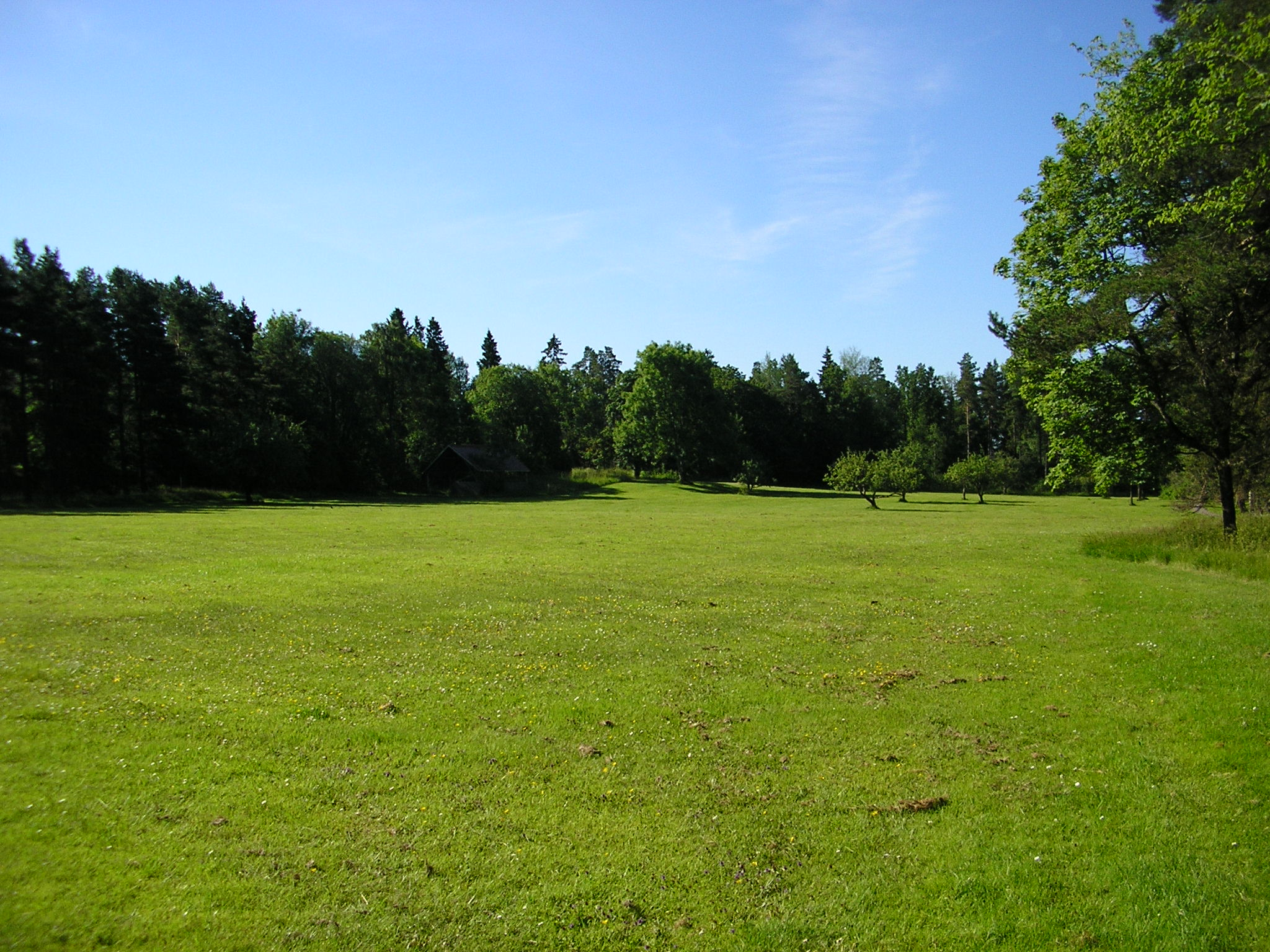
Korsebergsparken, 2011.

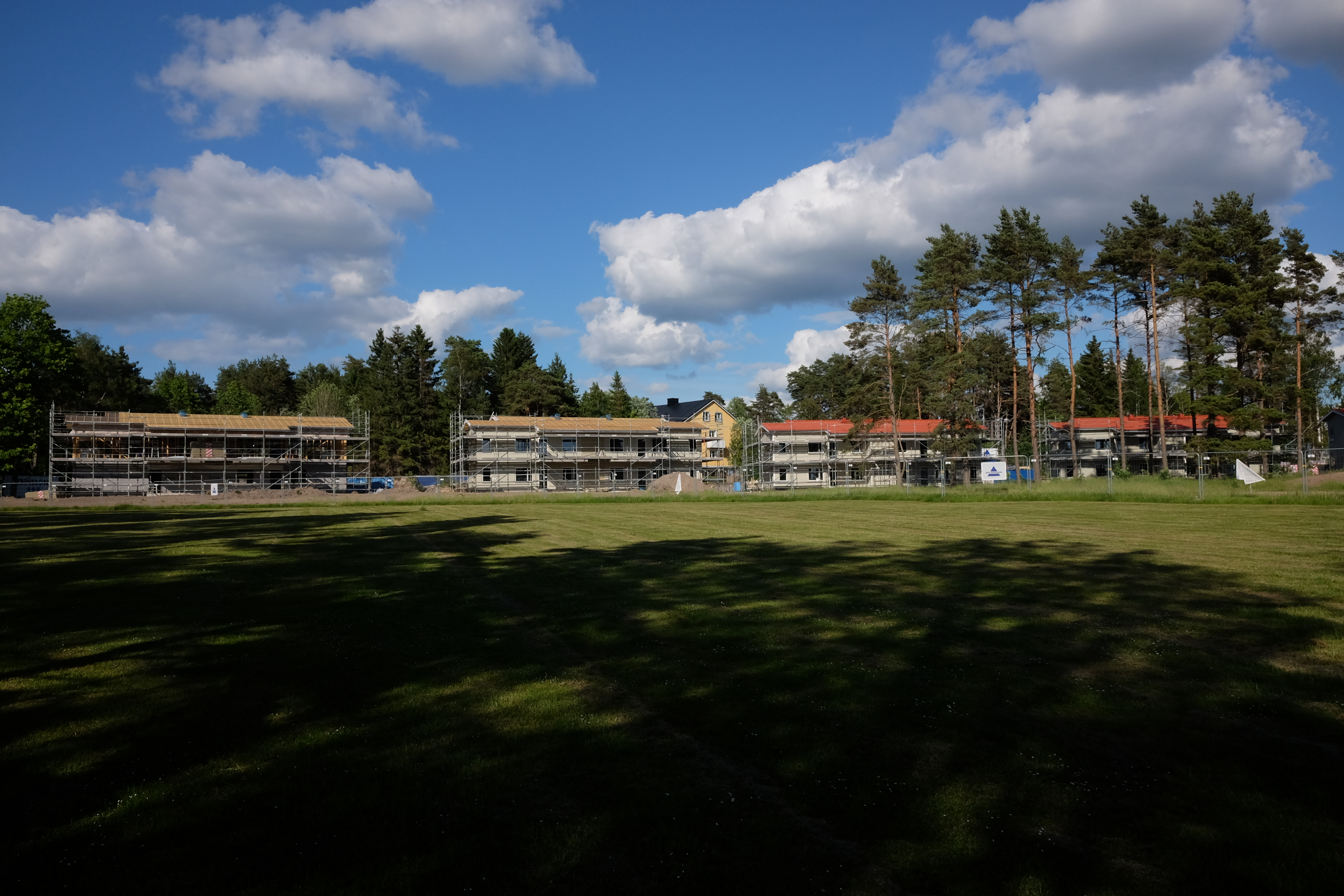
Bostadsbygge på Korseberg, 2018

Korseberg är ett område i Vänersborg, vid Vassbotten i stadens södra del och nära Brätte. På Korseberg låg tidigare ett sjukhus, som efter att ha stått tomt i flera år slutligen revs vintern 2006–2007. Sjukhemmets patienter hade flyttats därifrån i slutet av åttio- och början av nittiotalet. I den tidigare läkarvillan finns nu en förskola. Korsebergsparken, den före detta sjukhusparken, började 2017 bebyggas med bostäder och Korseberg har sedan dess börjat växa fram till en ny stadsdel med nya bostadshus.

## Korsebergs sjukhus
Korsebergs sjukhus, ritat av Axel Emanuel Kumlien, öppnades 1939. Sjukhuset var från början främst avsett för vad som kallades nervöst sjuka (nervsvaga) patienter, men senare kom även patienter med reumatism att vårdas där. Sjukhusverksamheten upphörde 1967. Sjukhusbyggnaden återöppnas 1969 som ett sjukhem/vårdhem för långvarigt kroppssjuka. Denna verksamhet lades ned 1991. Vintern 2006–2007 revs byggnaden.

## Galleri

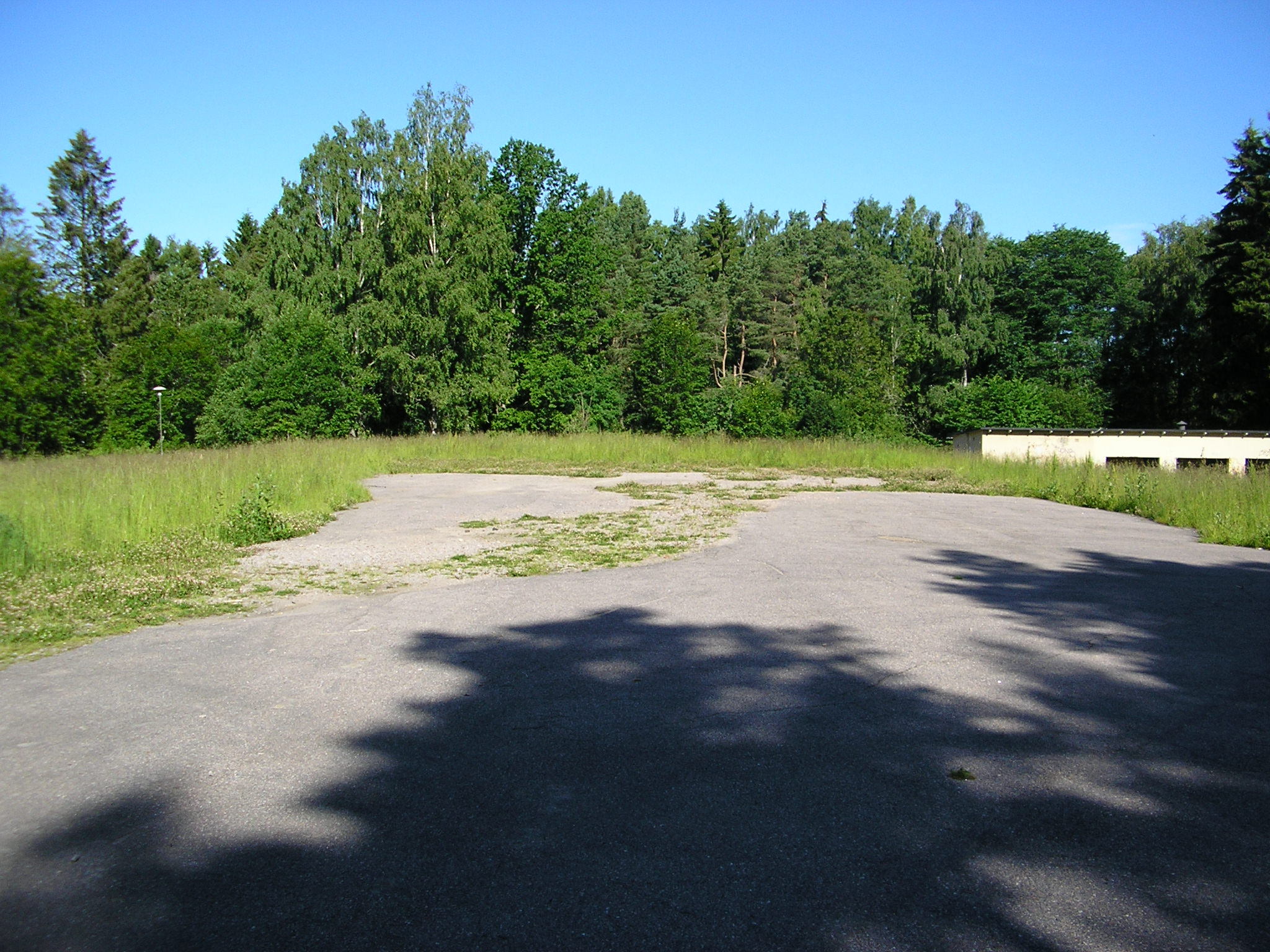
Platsen där det nu rivna Korsebergs sjukhus stod, 2011.
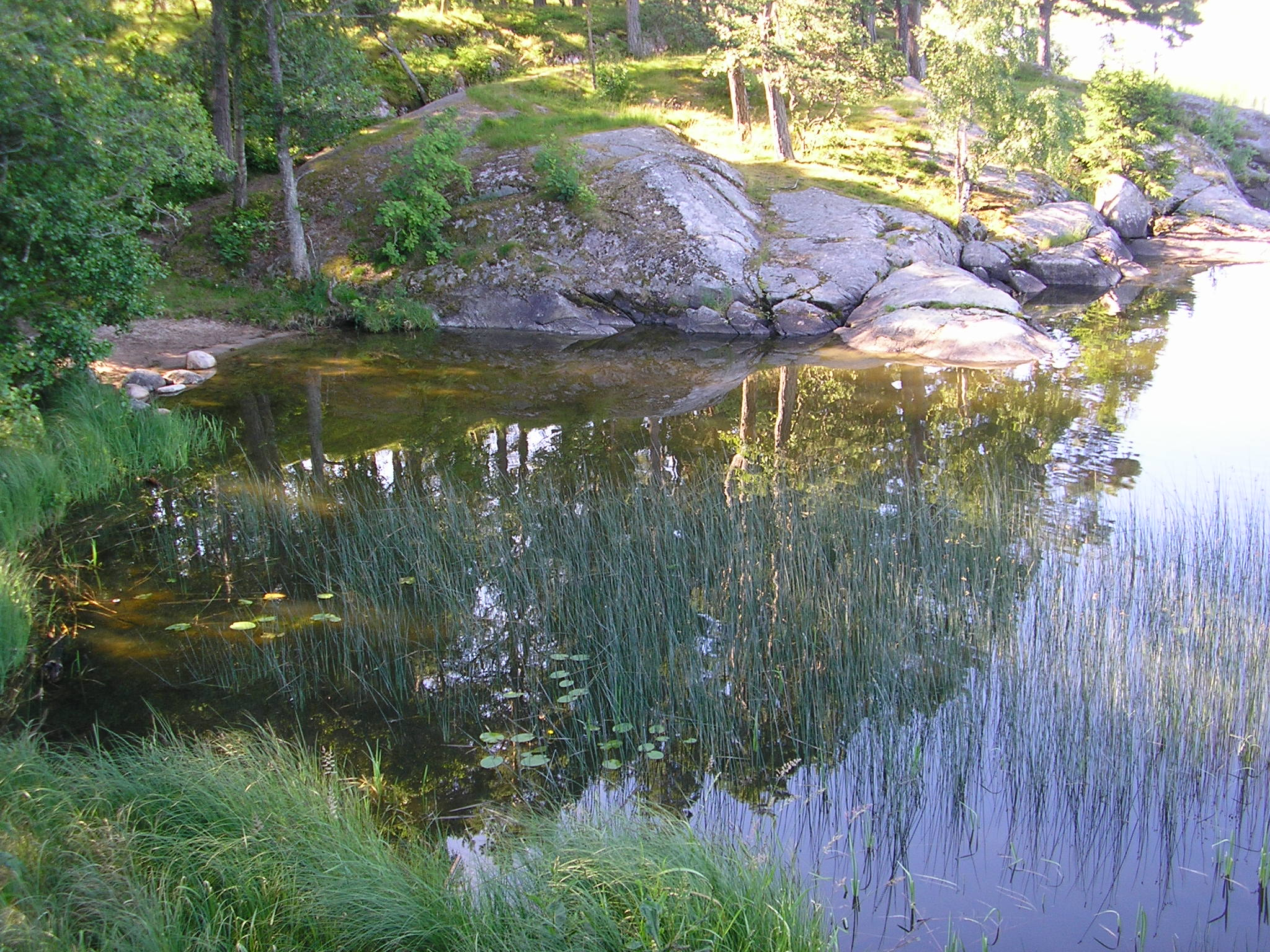
Liten sandstrand på Korseberg, i Vassbotten, 2011.
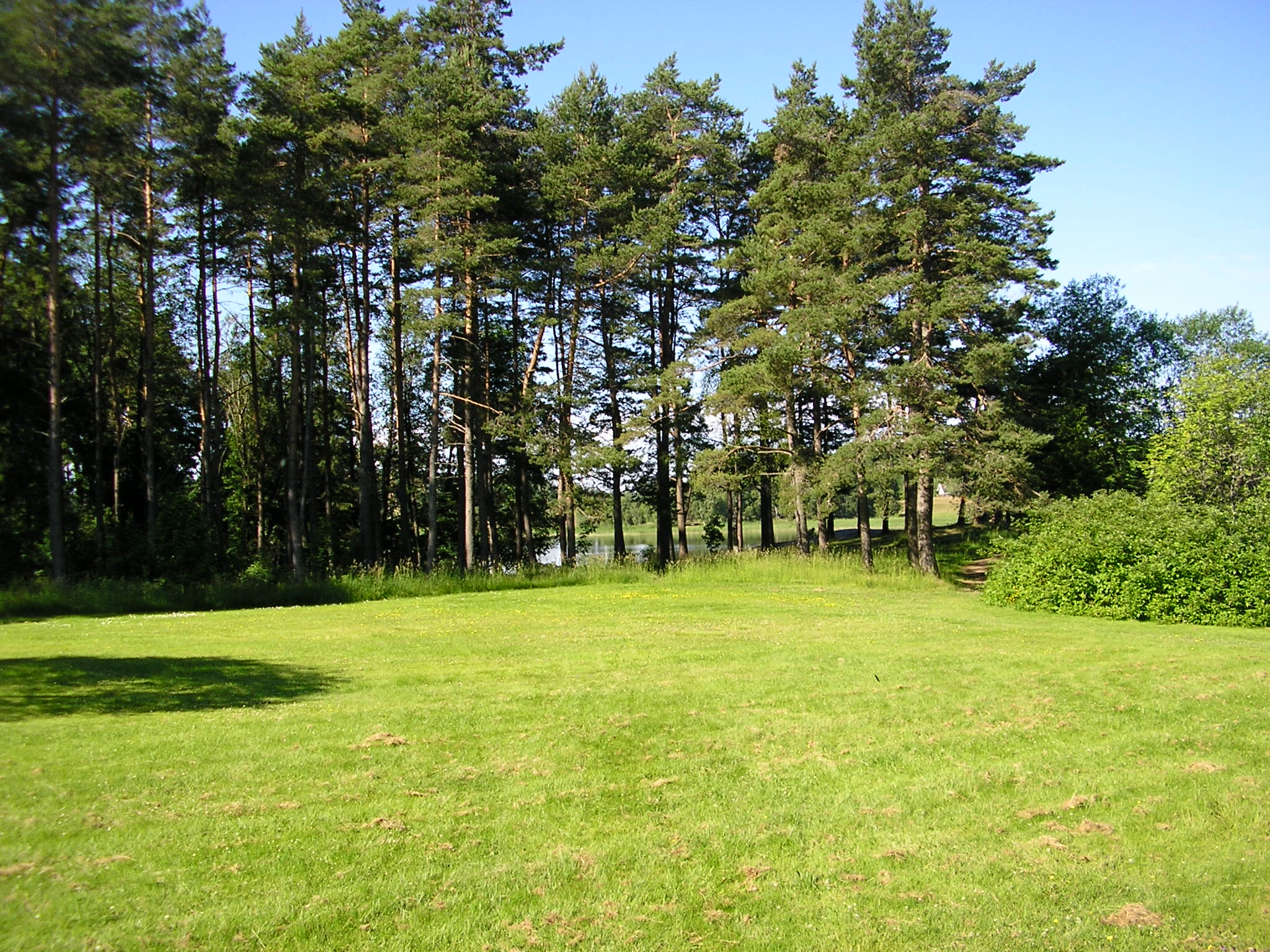
Talldunge med Vassbotten i bakgrunden, 2011.
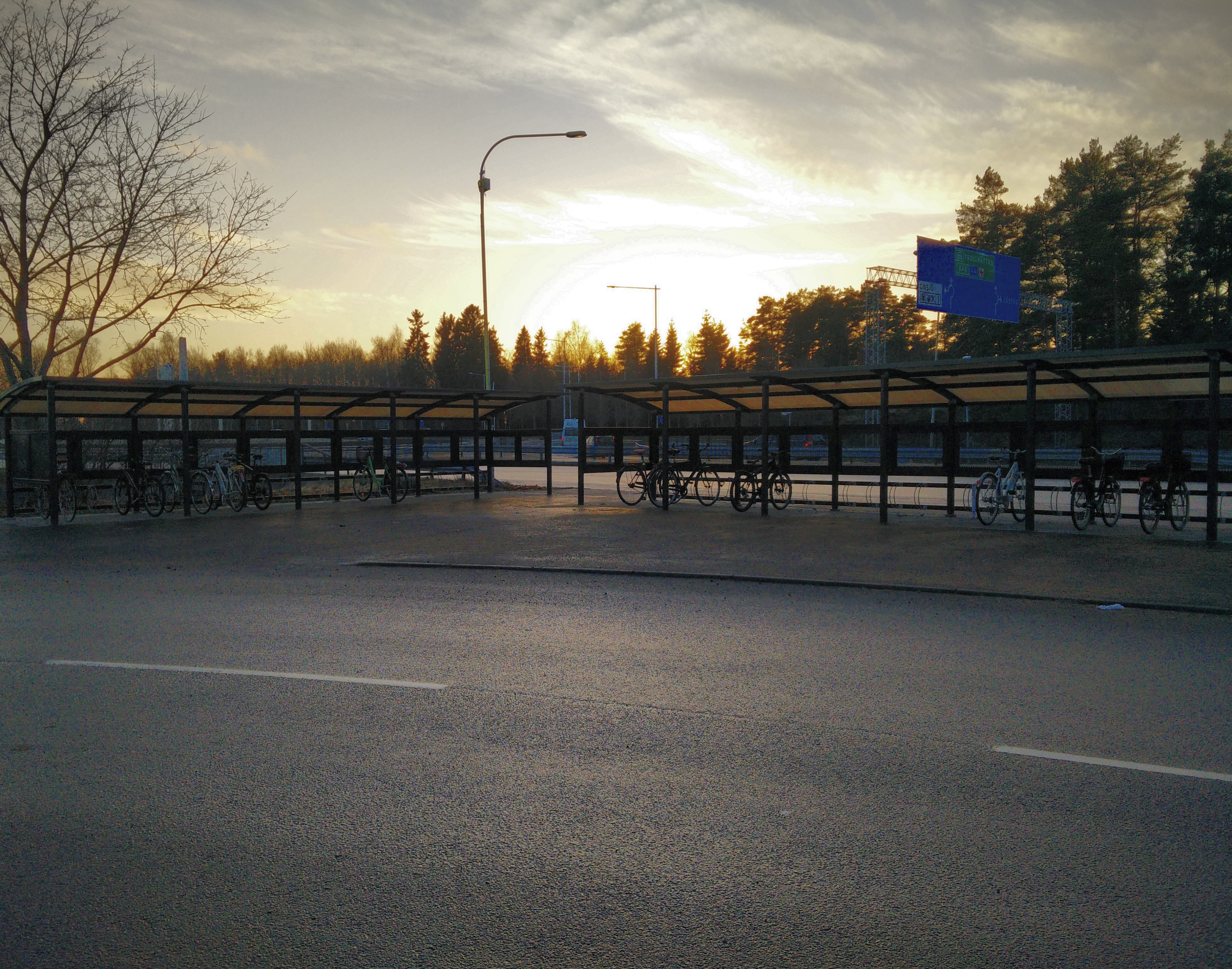
Pendlarcykelparkering vid Korsebergs busshållplats, på Onsjösidan av vägen, 2016.